# Andrena pruinosa
Andrena pruinosa är en biart som beskrevs av Wilhelm Ferdinand Erichson 1835. Andrena pruinosa ingår i släktet sandbin, och familjen grävbin. Inga underarter finns listade i Catalogue of Life.